# 党支部
党支部是中国共产党开展工作时的基本单元。在中國，中共鼓勵凡有正式党员3人以上的单位组织都应建设党支部。党支部经常讨论和检查党的宣传工作、教育工作、组织工作、纪律检查工作、群众工作、统一战线工作等，注意研究党内外的思想政治状况。中共四大召開期間，中共将小组改為支部，確立支部为中共的基本组织，並規定了支部的設立原則。

## 中国共产党
根据中国共产党章程党支部是党的基础组织，担负直接教育党员、管理党员、监督党员和组织群众、宣传群众、凝聚群众、服务群众的职责。所有有3名正式党员的企业、农村、机关、学校、科研院所、街道社区、社会组织、人民解放军连队和其他基层单位都应建设党支部；有50名正式党员的可建设党总支部，但也可以建立党支部；有100名和更多正式党员的，可设立党的基层委员会。所有的党支部、总支部、基层委员会的成立需要上级党组织的批准。
党支部的任务为：
1. 宣传和执行党的路线、方针、政策，宣传和执行党中央、上级组织和本组织的决议，充分发挥党员的先锋模范作用，积极创先争优，团结、组织党内外的干部和群众，努力完成本单位所担负的任务。
2. 组织党员认真学习马克思列宁主义、毛泽东思想、邓小平理论、“三个代表”重要思想、科学发展观、习近平新时代中国特色社会主义思想，推进“两学一做”学习教育常态化制度化，学习党的路线、方针、政策和决议，学习党的基本知识，学习科学、文化、法律和业务知识。
3. 对党员进行教育、管理、监督和服务，提高党员素质，坚定理想信念，增强党性，严格党的组织生活，开展批评和自我批评，维护和执行党的纪律，监督党员切实履行义务，保障党员的权利不受侵犯。加强和改进流动党员管理。
4. 密切联系群众，经常了解群众对党员、党的工作的批评和意见，维护群众的正当权利和利益，做好群众的思想政治工作。
5. 充分发挥党员和群众的积极性创造性，发现、培养和推荐他们中间的优秀人才，鼓励和支持他们在改革开放和社会主义现代化建设中贡献自己的聪明才智。
6. 要求入党的积极分子进行教育和培养，做好经常性的发展党员工作，重视在生产、工作第一线和青年中发展党员。
7. 监督党员干部和其他任何工作人员严格遵守国家法律法规，严格遵守国家的财政经济法规和人事制度，不得侵占国家、集体和群众的利益。
8. 教育党员和群众自觉抵制不良倾向，坚决同各种违纪违法行为作斗争。

### 农村中小学党支部
拥有3名以上正式党员的中、小学校，应单独建立党支部或党小组；正式党员不足3人的，可与其他学校建立联合党支部，或与所在村建立联合党支部。

### 乡镇的县属单位党支部
县市政府设在乡镇的基层单位，其党的领导关系在乡镇的，拥有正式党员3人以上的，可单独建立党支部；正式党员不足3人的，可与邻近单位建立联合党支部，并由所在乡镇党委批准。

### 非公有制企业中党组织的设立
条件成熟的非公有制企业，凡有正式党员3人以上的，都应当单独建立党的基层组织。党员人数在3人以上、50人以下的，应建立党支部；党员人数不足3人的，可就近与其他组织中的党员建立联合党支部；党员人数超过或接近50人、100人的，可分别建立党的总支部、党的基层委员会。非公有制经济组织中党的基层组织，需要贯彻党的方针政策，引导和监督企业遵守国家的法律法规。领导工会、共青团等群团组织，团结凝聚职工群众，维护各方的合法权益，促进企业健康发展。

### 街道社区党支部
街道社区凡有正式党员3人以上的，都应成立党支部；党员人数不足3人的，可就近挂靠其他社区党支部。同时要积极创造条件，使每个社区都能单独成立党支部。街道和社区党支部应当领导本地区的工作和基层社会治理，支持和保证行政组织、经济组织和群众自治组织充分行使职权。

### 联合党支部
正式党员不足3人，没有条件单独成立党支部的单位，可与邻近的同类型单位的党员组成联合党支部，也可跨行业成立联合党支部。联合党支部需经上级党组织批准，党支部书记可由本支部的党员选举产生，也可由上级党组织指派。